# Parti Réformateur Libéral
Parti Réformateur Libéral (Liberala reformpartiet, PRL) var ett liberalt parti i Belgien, verksamt i Vallonien och Bryssel. Det blev senare en del av Mouvement Réformateur, som bildades 2002.